# Милошоский, Антонио
Антонио Милошоский (макед. Антонио Милошоски; родился 29 января 1976 в Тетово) — северомакедонский дипломат, министр иностранных дел с 2006 по 2011 год.

## Образование
Окончил юридический факультет Университета Святых Кирилла и Мефодия в Скопье (1994—1999). В 2001—2002 годах учился в Центре исследований европейской интеграции при Боннском университете.
Владеет английским, немецким, сербским и хорватским языками.

## Карьера
26 августа 2006 года стал министром иностранных дел Республики Македонии.